# Auxiliaires de la foi (chiisme)
 (juillet 2025).
Le contenu est difficilement compréhensible vu les erreurs de traduction, qui sont peut-être dues à l'utilisation d'un logiciel de traduction automatique.
Dans l'islam chiite duodécimain, les dix Auxiliaires de la foi (en arabe : فروع الدين furūʿ ad-dīn) sont les dix pratiques que les musulmans chiites doivent pratiquer.
Selon la doctrine Twelver, ce que l'on appelle les piliers de l'islam sunnite sont appelés les pratiques ou principes secondaires. Il existe trois pratiques supplémentaires. Le premier est le djihad, qui est également important pour les sunnites, mais n'est pas considéré comme un pilier. Le second est commandant ce qui est juste (en arabe : أمر بالمعروف ), qui appelle chaque musulman à mener une vie vertueuse et à encourager les autres à faire de même. Le troisième est interdisez le mal (l'en arabe : النهي عن المنكر ), qui dit aux musulmans de s'abstenir du vice et des actions mauvaises et d'encourager les autres à faire de même,,. Les Twelvers ont cinq principes de la religion qui se rapportent à Aqidah.

## Salat (prière)
Un musulman doit prier cinq fois par jour. Il s'agit d'un acte d'adoration physique, mental et spirituel qui est observé cinq fois par jour à des heures prescrites . Quand ils le font, ils doivent faire face à Kaaba à La Mecque. Dans ce rituel, l'adorateur commence à se tenir debout, s'incline, se prosterne et conclut en étant assis par terre. Au cours de chaque posture, l'adorateur récite ou lit certains versets, phrases et prières. Le mot salah est couramment traduit par «prière» ou «communication à Allah».
Le prophète Muhammad a décrit la salat comme le "pôle central" de la religion. La signification principale de la salat en arabe est de prier ou de bénir. Salat a été classé en deux types de base: requis et recommandé . La salat requise est le deuxième pilier, tandis que les autres salats sont considérées comme recommandées. La première salat requise est effectuée cinq fois par jour dans les périodes spécifiées.

## Saoum (jeûne)
Le jeûne en Islam fait référence à s'abstenir complètement de manger, de boire, de fumer et d'avoir des activités sexuelles pendant la journée, de l'aube au crépuscule.
Il est nécessaire de jeûner pendant le mois de Ramadan. Tous les musulmans qui arrivent à maturité doivent jeûner, bien qu'il existe un certain nombre d'exceptions au non-jeûne, comme la maladie et les voyages, la grossesse et les règles. Le jeûne manqué doit être pratiqué à un autre moment.
Il y a quelques versets sur le jeûne dans le Coran tels que "Le mois de Ramadhan est celui où le Coran a été révélé, une guidance pour les hommes et des preuves claires de la guidance et de la distinction; par conséquent, quiconque d'entre vous est présent dans le mois, il y jeûnera, et quiconque est malade ou en voyage, puis (il jeûnera) un nombre similaire (comme) d'autres jours; Dieu désire la facilité pour vous, et ne désire pas pour vous la difficulté, et (désire) que vous devez compléter le nombre et que vous devriez exalter la grandeur de Dieu pour vous avoir guidé et que vous puissiez remercier. "

## Hajj (pèlerinage)
Le Hajj est un pèlerinage islamique annuel à La Mecque, en Arabie saoudite, la ville la plus sainte pour les musulmans, et un devoir religieux obligatoire pour les musulmans qui doit être effectué au moins une fois dans leur vie par tous les musulmans adultes qui sont physiquement et financièrement capables d'entreprendre le voyage et peut subvenir aux besoins de sa famille pendant son absence,. Dans la terminologie islamique, le Hajj est un pèlerinage fait à Kaaba, la `` Maison de Dieu '', dans la ville sacrée de La Mecque en Arabie saoudite. Les rites du Hajj commencent le huitième et se terminent le treizième jour de Dhu al-Hijjah, le dernier mois du calendrier islamique. Ihram est le nom donné à l'état spirituel spécial dans lequel les pèlerins portent deux feuilles blanches de tissu sans couture et s'abstiennent de certaines actions,.
Le Hajj est associé à la vie du prophète islamique Muhammad du VIIe siècle, mais le rituel de pèlerinage à la Mecque est considéré par les musulmans comme remontant à des milliers d'années à l'époque d'Abraham. Pendant le Hajj, les pèlerins se joignent aux processions de centaines de milliers de personnes, qui convergent simultanément sur La Mecque pour la semaine du Hajj, et exécutent une série de rituels: chaque personne marche sept fois dans le sens antihoraire autour de la Kaaba (le bâtiment en forme de cube et la direction de la prière pour les musulmans), va et vient entre les collines de Safa et Marwah, boit au puits de Zamzam, se rend dans les plaines du mont Arafat pour se tenir en garde, passe une nuit dans la plaine de Muzdalifa et effectue lapidation symbolique du diable en jetant des pierres sur trois piliers. Après le sacrifice de leur animal, les pèlerins doivent alors se raser la tête. Puis ils célèbrent le festival mondial de trois jours de l'Aïd al-Adha,,.

## Zakah (Charité)
Selon Chittick, la racine de Zakat est la pureté signifie que les gens purifient leur propriété en payant une part de celle-ci à Allah. Pour être plus précis, la Zakat est définie comme un pourcentage déterminé de ses biens ou bénéfices acquis pour l'année qui est payé aux nécessiteux décrits par le Coran les pauvres, ceux qui collectent la zakat, ceux dont le cœur doit être réconcilié avec l'islam., les captifs, ceux qui sont endettés, ceux qui se battent pour Allah et les voyageurs.

## Khums (un cinquième)
Khums, dans la tradition chiite Ja'fari, est appliqué au profit ou à l'excédent commercial d'un revenu d'entreprise. Il est payable au début de l'exercice, bien qu'il soit considéré comme étant le moment où le montant devient clair. Ghanima et un cinquième de la taxe sur les khums s'appliquent partout où il y a gain ou profit. "Ghanima" a deux significations comme mentionné ci-dessus; le deuxième sens est illustré par l'utilisation courante du terme bancaire islamique "al-ghunm bil-ghurm" qui signifie "les gains accompagnent la responsabilité pour perte ou risque" ,.
Dans la région chiite du XIIIe siècle, les khums étaient divisés en deux parties. Une partie est allée aux descendants de Mahomet, l'autre partie a été divisée également et une partie a été donnée à l'Imam et au clergé, tandis que l'autre partie est allée aux orphelins et aux pauvres musulmans. Le célèbre point de vue des Faqihs contemporains est que la partie de l'Imam (pendant l'Occultation (Islam) ) est utilisée dans les domaines où Marja 'Taqlid a une connaissance valide / doute que si l'Imam infaillible était apparent, il l'utiliserait de cette manière, par exemple comme le renforcement de l'islam et du séminaire, la promotion de l'islam, la construction de mosquées dans les situations nécessaires, les bibliothèques et les écoles, le traitement des personnes âgées et, en fait, toutes les affaires de bénédiction dans l'ordre de priorité et leur importance religieuse. Les khums sont devenus une source majeure de revenus et d'indépendance financière du clergé dans les régions chiites. Cette pratique s'est poursuivie parmi les musulmans chiites.

## Jihad (lutte)
Lutte pour plaire à Dieu. Il existe de nombreux types de Jihad.

## Amr-Bil-Ma'rūf
Appréciation de ce qui est bon

## Nahi-Anil-Munkar
interdiction de ce qui est mauvais

## Tawalla
Exprimer de l'amour envers Ali et la maison du prophète Mahomet signifie que Tawalla et Tabarra sont présentés comme montrant l'évitement des ennemis de la maison du prophète. Cette règle est liée à un défi social, militaire et politique. Sur la base de ces deux principes, l'unité s'installe dans la société en suivant la vérité, la justice, la liberté, la pureté et les impurs, les oppresseurs et les injustes sont arrêtés.

## Tabarra
Dissociation des ennemis.

## Voir également
- Croyances et pratiques islamiques chiites
- Théologie des Twelvers
- Doctrines chiites supplémentaires
- Bada '

## Les références
1. 1 2  Ed Gibney, Evolutionary Philosophy, lulu.com, 2012 (ISBN 978-1-105-69660-2, lire en ligne), p. 110
2. ↑  Momen (1987), p.180
3. ↑  Momem (1987), p.178
4. ↑  The Editors of Encyclopaedia Britannica, « Pillars of Islam », Britannica
5. ↑  Momem (1987), p.176
6. ↑  « True Islam - Number of Salat », True Islam - Number of Salat (consulté le 20 février 2016)
7. 1 2 3  Sachiko Murata et William Chittick, The Vision of Islam, Paragon House, 24 mai 2017, 368 p. (ISBN 978-1-55778-516-9, lire en ligne)
8. ↑  Rizvi, « Fasting in Islam: An Overview », al-islam (consulté le 1er juin 2016)
9. ↑  « Fasting in the Quran », Tanzil
10. ↑  (en) Mohammad Taqi al-Modarresi, The Laws of Islam, Enlight Press, 26 mars 2016 (ISBN 978-0-9942409-8-9, lire en ligne), p. 471
11. ↑  Matthew Long, Islamic Beliefs, Practices, and Cultures, Marshall Cavendish Corporation, 2011, 352 p. (ISBN 978-0-7614-7926-0, lire en ligne), p. 86
12. ↑  S. A. Nigosian, Islam : Its History, Teaching, and Practices, Indiana, Indiana University Press, 2004 (ISBN 0-253-21627-3, lire en ligne), 110
13. ↑  « Hajj, The Holy Pilgrimage »
14. ↑  S. A. Nigosian, Islam : Its History, Teaching, and Practices, Indiana, Indiana University Press, 2004 (ISBN 0-253-21627-3, lire en ligne), 111
15. ↑  « Ihram - Summary » [archive du 21 juillet 2008], Hajj Portal (consulté le 20 novembre 2013)
16. ↑  Karen Armstrong, Islam : A Short History, Revised Updated, coll. « Modern Library Chronicles », 2002, 10–12 p. (ISBN 0-8129-6618-X)
17. ↑  « Eid ul Adha », BBC, 7 septembre 2009 (consulté le 30 décembre 2012)
18. ↑  Sahih Bukhari-hadith No-732-733
19. ↑  Glossary of Islamic Banking Terms
20. ↑  « ...Challenges Facing Islamic Banking by Ibrahim F I Shihata » [archive du 29 septembre 2007] (consulté le 14 janvier 2019)
21. ↑  John L. Esposito (2004), The Oxford Dictionary of Islam, Oxford University Press,  (ISBN 978-0195125597), p. 174
22. ↑  Borujerdi, Al-Mustanad Fi Sharh Orwatol-Wuthqa, P. 330
23. ↑  (en) Jamal Malik, Islam in South Asia : a short history, Leiden, Brill, 2008, 405–406, note 6 (ISBN 978-90-04-16859-6, lire en ligne)
24. ↑  William R. Roff, Islam and the Political Economy of Meaning, Routledge, 8 mai 2015, 303 p. (ISBN 978-1-138-81838-5, lire en ligne), p. 126
25. ↑  Rizvi, « Philosophy of Islamic Laws », al-islam